# Fjällig sparvduva
Fjällig sparvduva (Columbina squammata) är en fågel i familjen duvor inom ordningen duvfåglar.

## Utseende och läte
Fjällig sparvduva är en distinkt ljusgrå duva med svarta fjäderkanter som ger den ett fjälligt utseende. I flykten har den tydligt roströda vingpennor och en trefärgad stjärt i svart, grått och vitt. Sången återges som ett ihållande upprepat "pow-co-pow". 

## Utbredning och systematik
Fjällig sparvduva delas in i två underarter:
- Columbina squammata ridgwayi – förekommer i kustnära trakter från nordöstra Colombia till Venezuela, Isla Margarita och Trinidad
- Columbina squammata squammata – förekommer från centrala och östra Brasilien till Bolivia, Paraguay och nordöstra Argentina

Tidigare placerades arten tillsammans med Columbina inca i släktet Scardafella, men DNA-studier visar att de är båda en del av Columbina.

## Levnadssätt
Fjällig sparvduva är en mycket vanlig fågel som hittas i öppna områden. Den ses i skogsbryn, gräsmarker och inne i bebyggelse.

## Status
Arten har ett stort utbredningsområde och beståndet anses stabilt. Internationella naturvårdsunionen IUCN listar den därför som livskraftig (LC).

## Bilder

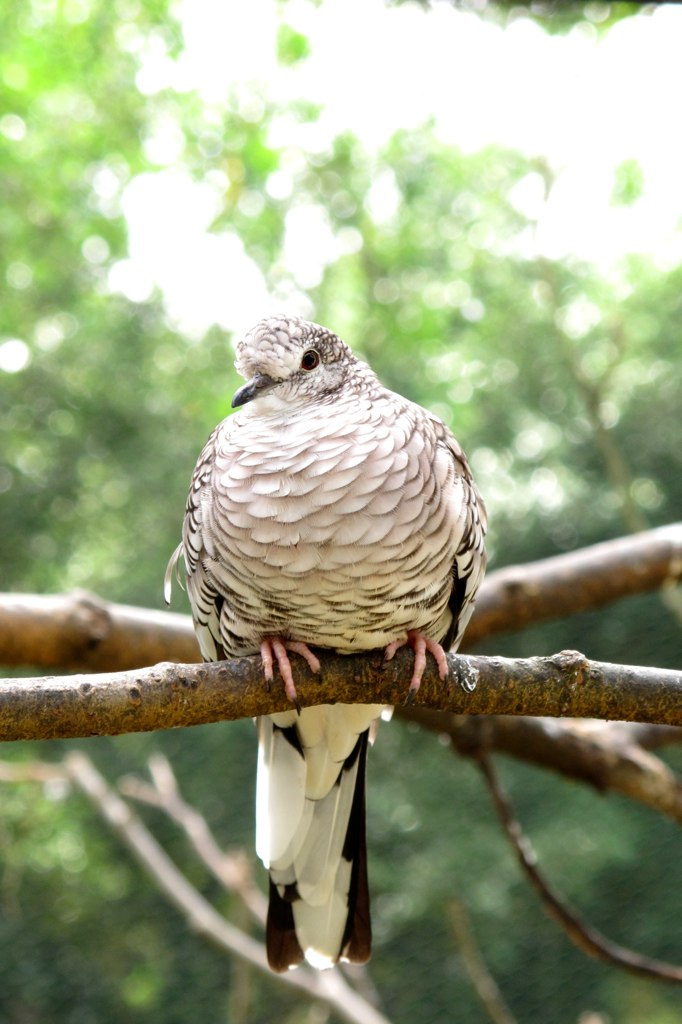
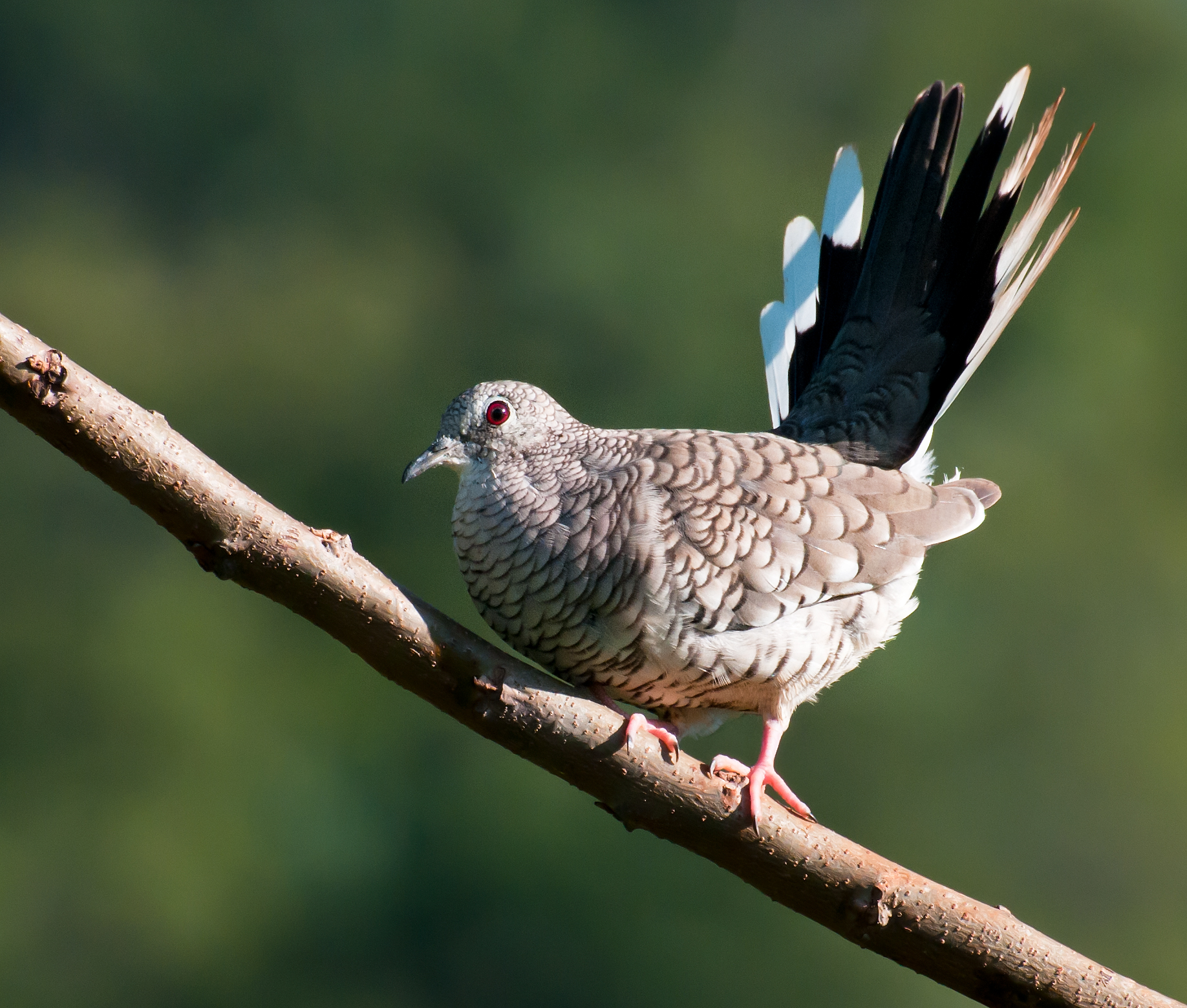